# هارلد شمت
هارَلد شمِت (بالألمانية: Harald Schmidt) هو مقدم برامج ألماني. اشتُهر أساسا ببرامجه الحوارية الساهرة، والتي قام بتقديمها في الفترة ما بين الأعوام 1995 و2014، أبرزها «Die Harald Schmidt Show» (برنامج هارلد شمت). بالإضافة لعمله مقدما للبرامج، عَمِلَ ممثلا، ومعلقا صحفيا، وكاتبا.

## سيرته

### حياته الشخصية
ينحدر أبوه من كَرلسباد في بُهيميا الغربية، وأمه من بَرنو في مُرافيا الجنوبية، وكلاهما من المهجَّرين الألمان.

## روابط خارجية
- هارلد شمت على موقع IMDb (الإنجليزية)
- هارلد شمت على موقع روتن توميتوز (الإنجليزية)
- هارلد شمت على موقع مونزينجر (الألمانية)
- هارلد شمت على موقع ألو سيني (الفرنسية)
- هارلد شمت على موقع ميوزك برينز (الإنجليزية)
- هارلد شمت على موقع أول موفي (الإنجليزية)
- هارلد شمت على موقع ديسكوغز (الإنجليزية)
- هارلد شمت على موقع قاعدة بيانات الفيلم (الإنجليزية)
- هارلد شمت على موقع كينوبويسك (الروسية)